# George Engel
George Engel (Kassel, 15 de abril de 1836 – 11 de novembro de 1887) foi um ativista anarquista alemão, que lutou em defesa dos direitos básicos aos trabalhadores nos Estados Unidos, país para o qual imigrou. Foi julgado e considerado culpado de conspiração e enforcado junto com Albert Parsons, August Spies e Adolph Fischer em consequência de um ataque a bomba à polícia durante a revolta de Haymarket. Entre os anarquistas de todo o mundo, Engel é lembrado como um dos cinco mártires de Haymarket. 